# Кошуба Володимир Вікторович
Володи́мир Ві́кторович Кошу́ба (*1948, Ново-Борисов) — український органіст, народний артист України (2007).

## Біографічні віомості
Народився в Ново-Борисові (Білорусь). 
Закінчив Київську консерваторію як піаніст, потім як органіст. Після закінчення навчання працював у київській філармонії, з 1981 року — соліст-органіст будинку органної і камерної музики. Активно веде гастрольну діяльність, записав ряд дисків. Паралельно викладає в Київській спеціальній музичній школі ім. М. Лисенка клас органу. 
1999 року Американським біографічним інститутом при Конгресі США ім'я Володимира Кошуби було включено у Всесвітній каталог музикантів нового тисячоліття. 
Сприяє проведенню в Україні традиційних органних фестивалів; брав участь в організації першого Фестивалю шведських органістів в Україні 1998 року, першого і другого Фестивалю органістів США в Україні у 2001 та 2003 рр. Творчу діяльність Володимир Кошуба поєднує з викладанням класу органа в Київській спеціальній музичній школі ім. М. Лисенка. 
У 2007 році його обрали президентом Всеукраїнської асоціації органістів та органних майстрів.